# Hispania Ulterior
Hispania Ulterior (Hispania «la lejana») fue una de las dos provincias en las que la República romana dividió Hispania al comenzar la conquista de la península junto a la Hispania Citerior. Comprendía inicialmente el valle del Guadalquivir, aunque posteriormente incluyó toda la parte occidental de la península ibérica. Su capital fue Corduba, la actual Córdoba.

## Etimología

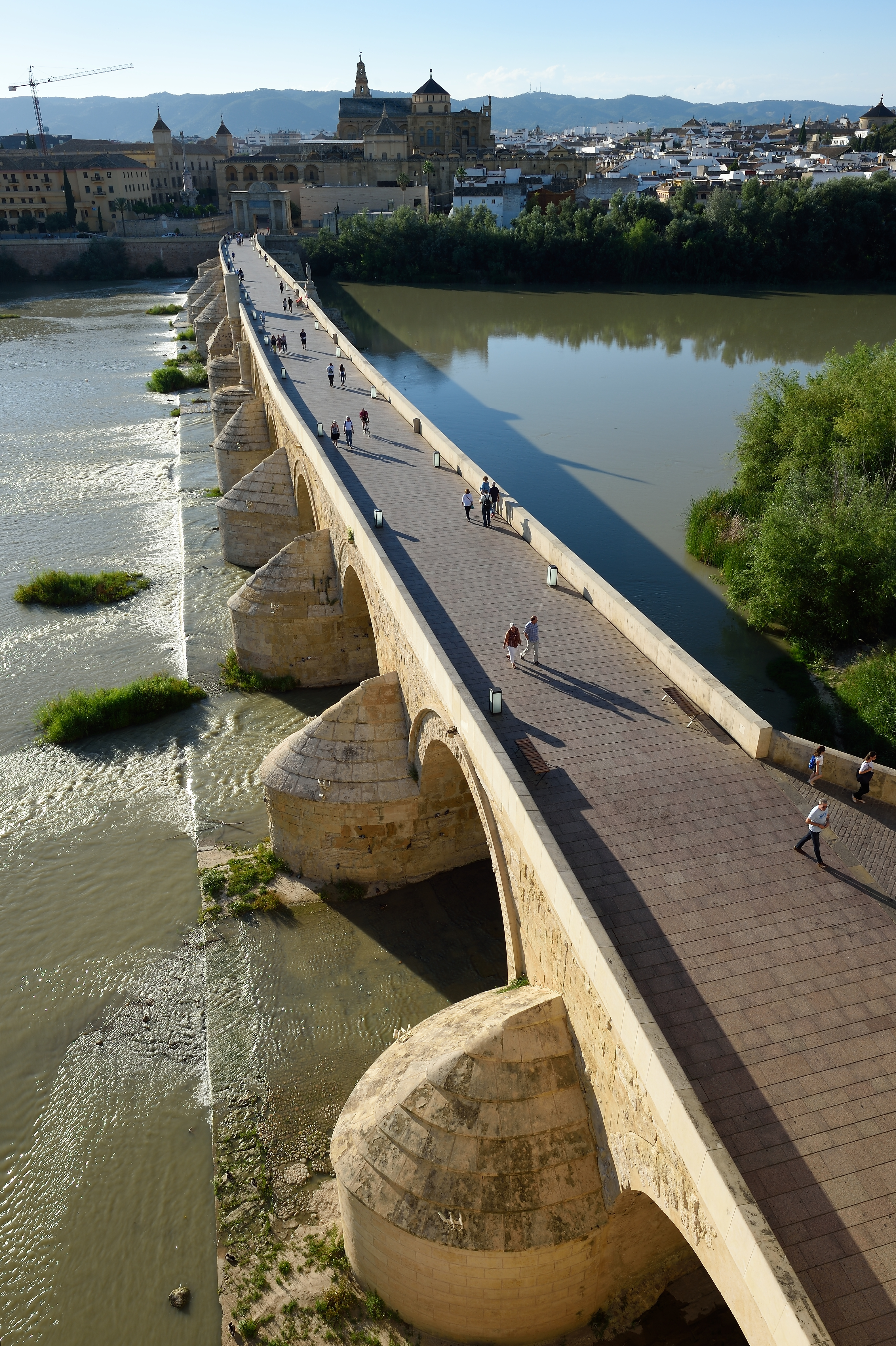
Puente romano de Córdoba. Corduba se convirtió en la capital de esta provincia romana y posteriormente de la Bética.

Hispania es el término latino dado a la península ibérica. El vocablo puede encontrarse en el año 200 a. C. en las obras del poeta Quintus Ennius. Ulterior es un sinónimo de ulter, que significaría "más allá". Según al historiador Dion Casio, la población de la región provenía de diversas tribus, por lo que no tenían ni una lengua ni un gobierno común.

## Historia
Tras la pérdida de Sicilia, Cerdeña y Córcega en la primera guerra púnica, Cartago comenzó a expandirse por el sur de la península ibérica. Por lo tanto, la mayor parte de la segunda guerra púnica tendrá lugar en Hispania, finalizando con la derrota de Aníbal y los cartaginenses en la batalla de Ilipa en el 206 a. C.; cuatro años después, Cartago se rendirá y cederá el control de la región a Roma tras su derrota definitiva. 
En el 197 a. C., la península se dividió en dos provincias debido a la presencia de dos fuerzas militares durante la conquista. Estas regiones serán conocidas como Hispania Citerior e Hispania Ulterior. La frontera que separaba las dos provincias iba desde Cartago Nova hasta el mar Cantábrico.
A mediados de la década de 170 a. C. los combates habían disminuido, en especial desde el tratado de Tiberio Graco con los celtíberos del año 178 a. C. Esa relativa paz quizá fue la razón que motivó al pretor del año 176 a. C., Marco Cornelio Escipión Maluginense, a solicitar la dispensa para acudir a la Ulterior como gobernador. El 171 a. C. fue unida con la provincia Citerior durante la guerra de Macedonia, pero fue de nuevo separada en el 167 a. C.
La paz reinó hasta el ataque de los lusitanos en el 155 a. C. dirigidos por Viriato. Estos nativos derrotaron a los pretores romanos en dos ocasiones, lo que ocasionó que la rebelión se expandiera a otros lugares. La península pronto se convirtió en un centro de actividad militar con oportunidad de continuar avanzando. Como dijo el historiador Apiano, "[los cónsules] avanzaron no para la prosperidad de la ciudad [Roma], sino para su propia gloria y el honor de la victoria". La zona fue ampliamente conquistada por el cónsul Décimo Junio Bruto Galaico en el 138 a. C., aunque la guerra continuó hasta el 19 a. C. cuando Augusto concluyó las guerras cántabras en la Hispania Citerior y la península fue conquistada al completo.
Augusto reorganizaría las provincias de la península una vez acabada la guerra. La Hispania Ulterior fue dividida en la Bética (la actual Andalucía) y la Lusitania (Portugal, Extremadura y parte de Castilla y León). La Hispania Citerior, que también incluía Cantabria y el País Vasco, se le renombró como Hispania Tarraconensis.
A principios del siglo V, los vándalos invadieron el sur de Hispania. El emperador romano Honorio encargó a su cuñado, el rey visigodo, que acabara con los vándalos. Los visigodos tomaron el control de Hispania e instauraron su capital en Toledo.

## Consecuencias
Cada provincia estuvo administrada por un pretor. Además, miembros de la élite nativa se mezclaron con la aristocracia romana y les permitieron participar en su propio gobierno. Los emperador romanos Trajano, Adriano y Teodosio nacieron en Hispania. Los latifundios romanos se le daban a miembros de la aristocracia de la región. Se introdujeron acueductos y otros mecanismos más avanzados tecnológicamente. La economía se basó en la ganadería, así como en la exportación de oro, aceite de oliva, lana y vino.